# Рыбак с Соколиного мыса
«Рыбак с Соколиного мыса» или «Риф Дьявола» (англ. The Fisherman of Falcon Point) — короткий рассказ американского писателя Говарда Филлипса Лавкрафта, который после его смерти дописал Август Дерлет. Рассказ вошел в сборник «Комната с заколоченными ставнями», издательства «Arkham House», выпущенный тиражом в 2527 экземпляров в 1959 году.

## Сюжет

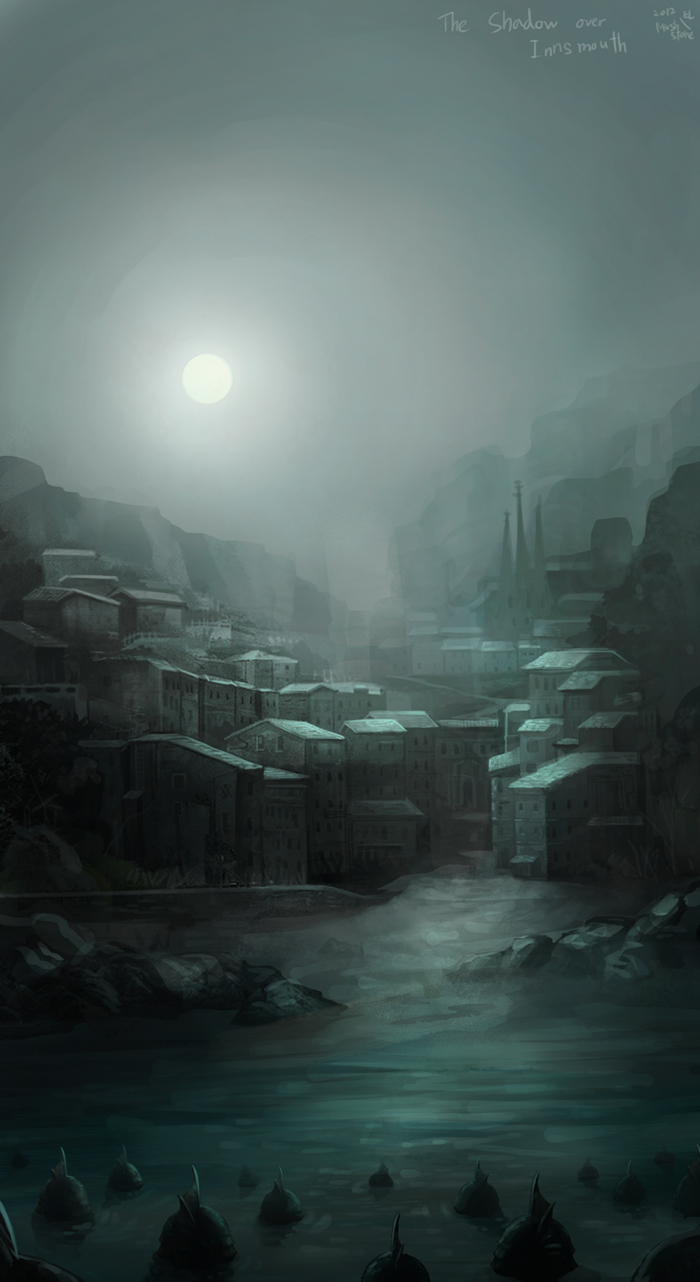
Повесть «Тень над Иннсмутом». Художник Таэён Ким (Мушстоун)

Енох Конгер, рыбак, жил на Соколином мысу в Иннсмуте, и продавал рыбу в Кингспорт. Однажды в лунный вечер он забежал в таверну и сказал, что видел чудо из чудес. Он поймал у рифа Дьявола в сети морскую женщину, которая просила отпустить её, а в взамен обещала помощь в час нужны. 
она была не совсем женщина, говорила с призвуками, похожими на лягушачье кваканье, с каким-то свистом и хлюпаньем, какое можно услышать по весне на болотных топях; у неё был широкий щелеобразный рот, тусклые глаза навыкате, длинные волосы, а за ушами виднелись щели, вроде, как жабры; ноги и руки были с перепонками; кожа на лице, как у людей, а тело цвета моря. 
Еноху не поверили. Не смеялся один человек, который слышал от про клиперы, что ходили в Ост-Индию. Моряки заключили брак морскими женщинами с островов южной части Тихого океана. После этого происходили странные события недалеко от Иннсмута. Посетитель потихоньку выскользнул из таверны.
Енох больше не рыбачил у рифа Дьявола, а слухи о русалке расползались по всему побережью и в глубине штата, достигнув Аркхема, Данвича и более отдаленных мест, что лежат меж холмов. Однажды Енох был серьёзно ранен во время рыбалки. Его нашли два рыбака и отнесли его домой, как он сам просил. Когда привели доктора Джилмена, то в хижине никого не было. Все в доме было мокрым, включая стены, дверную ручку и даже постель; на полу виднелись странные следы перепончатых лап, что вели к морю. Джилмен знал, что у местных жителей тоже есть перепонки.
Появились новые слухи о расправе над Енохом Конгером, к которой причастны местные жители. Один мужчина уверял, что видел у Соколиного мыса живого Енох Конгер. Патриарх Джедедия Харпер посетил ночью Риф Дявола и заявил, что видел группу странных существ — наполовину людей, наполовину лягушек, странных обитателей моря (англ. Sea-dwellers):
Около двадцати, мужчин и женщин, подплыли совсем близко к лодке, а их тела блестели в свете луны, как у тех светящихся тварей, что обитают в глубинах Атлантики. Полулюди-полулягушки плавали и пели гимны во славу Дагона; среди них плавал и Енох Конгер, совсем голый, и тоже восхвалял Дагона. Старик окликнул Еноха по имени, тот обернулся, и Джедедия отчетливо разглядел его лицо. После того вся стая — и Конгер вместе с ними — канула в глубину.

## Персонажи
- Енох Конгер (англ. Enoch Conger) — рыбак, жил на Соколином Мысу в Иннсмуте. Силен и широкоплеч, с мощной грудью и длинными мускулистыми руками. Ещё в молодости он отпустил бороду и длинные волосы. Его глубоко посаженные глаза отливали холодным голубым светом, лицо было квадратным; облаченный в дождевик и зюйдвестку, он походил на моряка, сошедшего со шхуны лет сто назад. Человеком он был молчаливым и жить предпочитал в одиночестве в доме из камня и плавника, который сам построил на продуваемом всеми ветрами клочке суши. Возможно, его убили и выбросили в море.
- Джедедия Харпер (англ. Jedediah Harper) — патриарх местных рыбаков, живущий в Иннсмуте.
- Доктор Джилмен (англ. Dr. Gilman) — врач в Иннсмуте. Ему было известно про перепончатые ноги у известных слухи про месть горожан, поэтому он предпочел не распространяться на счет Еноха.

## Вдохновение
Август Дерлет основывался на записях Лавкрафта, что вошли в его сборник черновиков и гласят так: «Рыбак бросает свою сеть в море при лунном свете — что же он найдет?».
Роберт Прайс отметил рассказы «Капитан порта» Роберта Чамберса и «Рыбоголовый» Ирвина Кобба, как источник вдохновения для «Тень над Иннсмутом» и «Рыбак с Соколиного мыса».
Описание морских существ похоже на Глубоководных, а также с морским существом из рассказа Герберта Уэллса «В бездне». В мифологии Европы русалка относится к нежити, а Загробный мир и подводный мир часто отождествляются.

## Связь с другими произведениями
В повести «Тень над Иннсмутом» описан город Иннсмут, где среди жителей скрывались потомки из расы Глубоководных.
В рассказе «Дагон» описан город Р’льех, где появляется Дагон.
В рассказе «Зов Ктулху» описан культ Ктулху в Новом Орлеане и город Р’льех, где появляется Великий Ктулху.
В рассказе «Ужас в Ред Хуке» описана морская ведьма, которая основала подпольный культ Лилит в Бруклине.